# Musa Juwara
Musa Juwara, né le 26 décembre 2001 à Tujereng en Gambie, est un footballeur international gambien qui évolue au poste d'ailier gauche au Pogoń Szczecin.

## Biographie

### En club
Né à Tujereng en Gambie, d'une famille très pauvre, Musa Juwara arrive clandestinement en Italie à l'âge de 14 ans. Il rejoint le Chievo Vérone en 2017 alors qu'il n'a pas connu de club professionnel jusqu'ici.
Le 8 juillet 2019, Juwara s'engage avec le Bologne FC. Il joue son premier match le 4 décembre 2019, lors d'une rencontre de coupe d'Italie face  à l'Udinese Calcio (défaite 4-0 de Bologne). Il inscrit son premier but en professionnel le 5 juillet 2020 contre l'Inter Milan, en championnat. Buteur après son entrée en jeu à la place de Nicola Sansone, il égalise et son équipe finit par s'imposer (1-2 score final).
Le 6 octobre 2020, Juwara est prêté pour une saison avec option d'achat au club portugais du Boavista FC. Il ne joue que trois matchs avec cette équipe.
Le 14 juillet 2021, Musa Juwara est prêté pour une saison au FC Crotone avec option d'achat. Au total il joue seulement quatre matchs avec cette équipe, sans se montrer décisif.
Le 19 janvier 2023, Musa Juwara est prêté à l'Odense BK avec option d'achat.
Le 3 juillet 2023, Musa Juwara quitte définitivement le Bologne FC afin de s'engager na faveur du Vejle BK. Il signe un contrat de trois ans, soit jusqu'en juin 2026.
Juwara marque son premier but pour Vejle le 26 septembre 2023, lors d'une rencontre de coupe du Danemark face au TST Fodbold. Il est titulaire ce jour-là et participe à la victoire de son équipe par sept buts à zéro.

### En équipe nationale
Musa Juwara honore sa première sélection avec l'équipe nationale de Gambie face au Congo, le 11 octobre 2020. Il est titularisé au poste d'ailier gauche lors de cette rencontre qui se solde par la victoire des siens (1-0).

## Palmarès
Gambie -20 ans
- CAN junior
  - Troisième en 2021